# Вертумно
Вертумно (лат. Vertumnus) је римски бог правилног измењивања годишњих доба.

## Митологија
Римљани су вероватно ово божанство преузели од Етрураца, и то прилично касно у 3 веку пре нове ере. У почетку је он био заштитник узгајања воћа и цвећа, и у томе је допуњавао своју жену богињу воћа Помону, јер су Римљани за сваку природну појаву и сваку животну ситуацију имали посебне богове и божанске заштитнике.
Вертумно је имао и једну способност - мењао је своје обличје сваки час, тако да се за људе који су несталног карактера говорило да су „као Вертумно“.
Вертумна су Римљани поштовали заједно са Помоном, тако да су они имали и заједнички храм на Авентину.
Вертумна су Римљани приказивали као младог човека са венцем класја или лишћа и са рогом изобиља. Сачувано је неколико статуа са ликом Вертумна, а из новијег доба има неколико слика које приказују Вертумна и Помону.
- Вертумно и Помона - Ј. Понторма, 1521. година - Вила Медичи крај Фиренце
- Вертумно и Помона - Ф. Мелзија, 16 век - галерија Шарлотенбург, Берлин